# جزایر پرنس
جزایر پرنس (ترکی استانبولی: Prens Adaları یا ترکی استانبولی: Kızıl Adalar) سلسه جزیره‌های نزدیک بهم و متشکل از ۹ جزیره است که در ناحیه آسیایی استان استانبول از ناحیه مرمره قرار گرفته‌اند.
جزایر پرنس یا جزایر شاهزادگان (ترکی استانبولی: Prens Adaları؛ (واژهٔ "پرنس" در این معنی به‌صورت جمع آمده‌است، زیرا این نام به‌معنای «جزایر شاهزادگان» است، یونانی: Πριγκηπονήσια، پرینگ‌کیپونیسیا)، که به‌طور رسمی فقط آدالار (به‌معنای «جزایر») نامیده می‌شود، گروهی از جزایر در نزدیکی ساحل استانبول، ترکیه، در دریای مرمره است. این جزایر، بخش و شهرداری آدالار را در استان استانبول تشکیل می‌دهند. با مساحت کل ۱۱ کیلومتر مربع (۴٫۲ مایل مربع)، این ناحیه، پنجمین بخش کوچک استانبول از نظر مساحت است و با جمعیت دائمی ۱۶٬۶۹۰ نفر (در سال ۲۰۲۲)، کم‌جمعیت‌ترین بخش استانبول به‌شمار می‌رود.
بخش آدالار شامل چهار جزیرهٔ اصلی بیوک‌آدا ( جزیره بزرگ)، کینالی‌آدا (جزیره حنایی)، بورغازآدا (جزیره دژ) و هیبلی‌آدا (جزیره خورجینی) و چند جزیرهٔ کوچک دیگر است.

## ریشه‌شناسی
در دوران باستان یونانی، از این جزایر با نام Δημόνησοι (دمونسی یا دمونزی) یاد شده‌است. در دوران امپراتوری بیزانس، هزیقیوس اسکندریه‌ای این مجمع‌الجزایر را دمونسی نامیده که در زبان یونانی قرون وسطایی به‌معنای «جزایر اهریمنان» بوده‌است. در سال ۱۷۹۵، جغرافی‌دان آلمانی فرانتس لودویگ گوسفلد از این جزایر با نام پاپادونیزی به‌معنای «جزایر کشیشان» یاد کرده‌است.
به‌گفتهٔ ساوان نشانیان، نام خاص تاریخی‌ای در زبان ترکی برای این جزایر وجود نداشته‌است.

## تاریخ

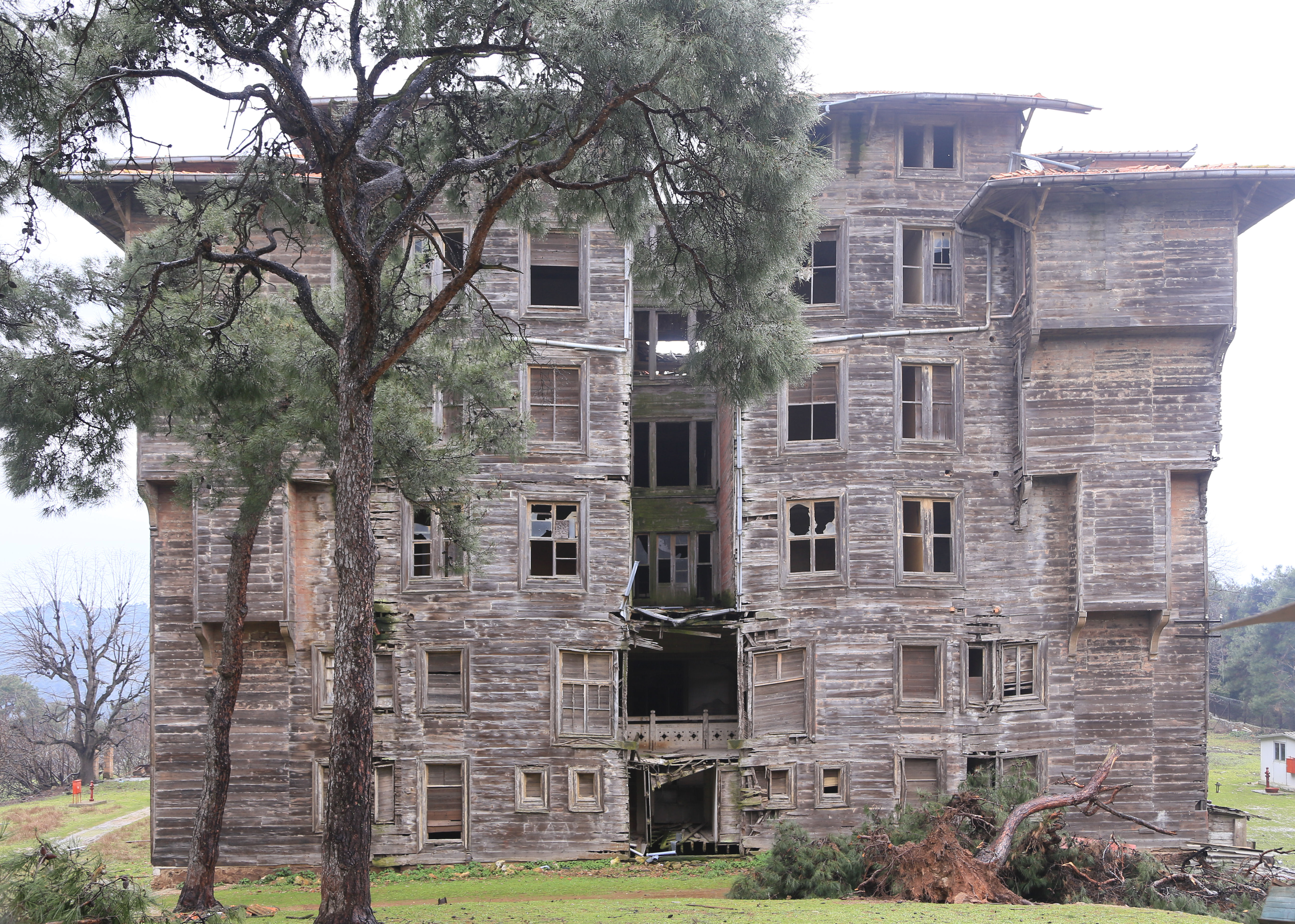
یتیم‌خانهٔ یونانی پرینکیپو در بیوک‌آدا، بزرگ‌ترین ساختمان چوبی در اروپا و دومین در جهان.

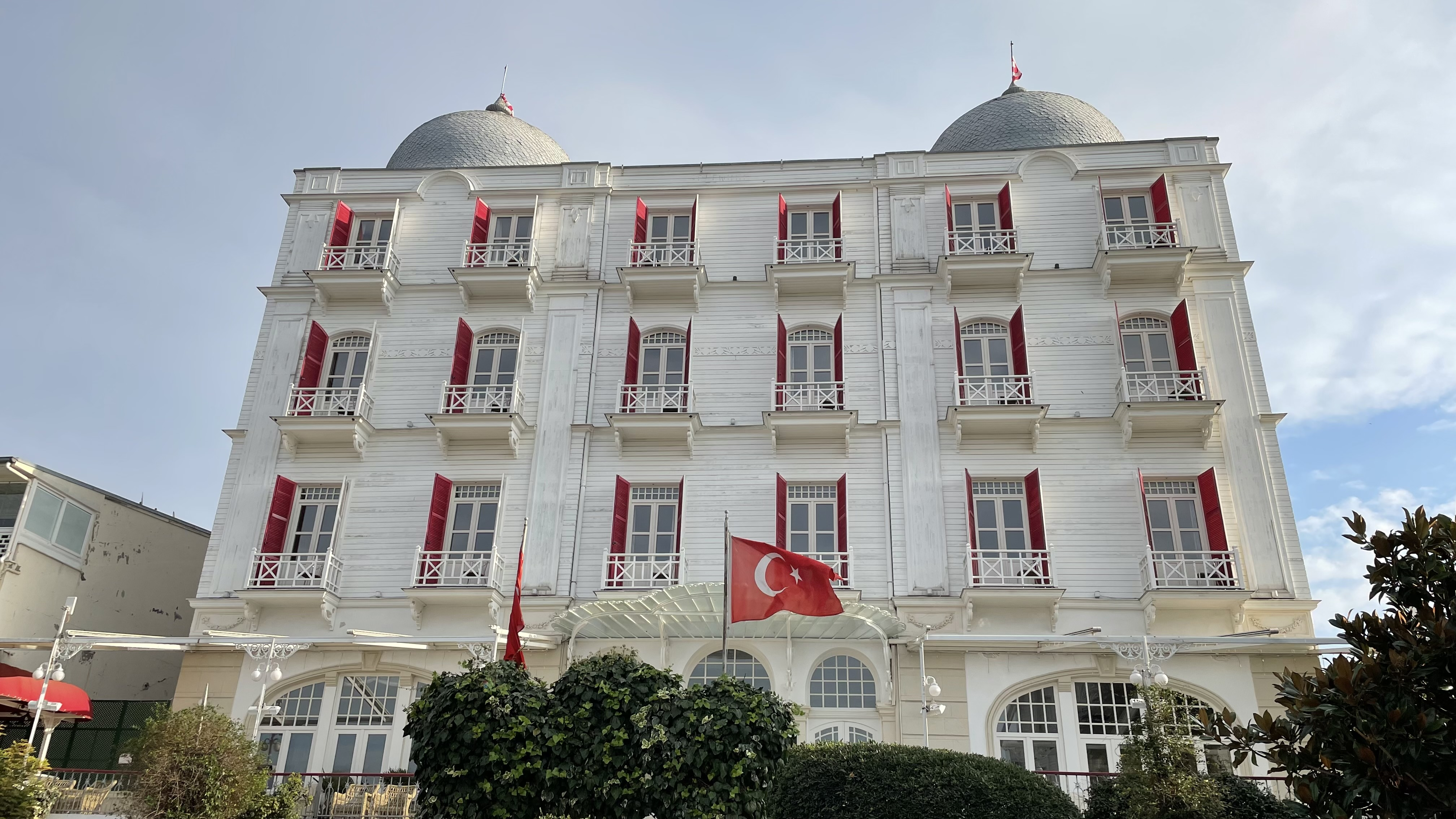
هتل تاریخی اسپلندید پالاس (۱۹۰۸) در بیوک‌آدا.

در دوران امپراتوری بیزانس، شاهزادگان و اعضای مغضوب خاندان سلطنتی به این جزایر تبعید می‌شدند. پس از ۱۴۵۳، اعضایی از خاندان سلطنتی عثمانی نیز به این‌جا تبعید شدند و از این‌رو نام کنونی جزایر به «جزایر شاهزادگان» شهرت یافت. ناوگان عثمانی این جزایر را در جریان محاصرهٔ قسطنطنیه در سال ۱۴۵۳ تصرف کرد.
در سدهٔ نوزدهم، جزایر به تفرجگاهی محبوب برای ثروتمندان استانبول بدل شدند و خانه‌های ویلایی مربوط به دوران ویکتوریا هنوز در بزرگ‌ترین جزایر پابرجا هستند. بر پایهٔ سرشماری عمومی عثمانی در سال‌های ۱۸۸۱/۸۲–۱۸۹۳، قضاء جزایر شاهزادگان (آدالار) ۷٬۹۳۷ نفر جمعیت داشت که از این تعداد ۵٬۵۰۱ یونانی، ۵۳۳ ارمنی، ۲۵۴ مسلمان، ۱۳۳ کاتولیک، ۶۵ یهودی، ۲۷ لاتین، ۷ پروتستان، ۳ بلغار و ۱٬۴۰۴ نفر اتباع خارجی بودند.
مدرسهٔ علوم دینی هیبلی‌آدا (یونانی: Θεολογική Σχολή Χάλκης، ترکی: Ortodoks Ruhban Okulu) در ۱ اکتبر ۱۸۴۴ در جزیرهٔ هیبلی‌آدا (دومین جزیرهٔ بزرگ) تأسیس شد. این مدرسه، مهم‌ترین مرکز آموزش الهیات برای کلیسای ارتدکس شرقی و پاتریارک‌نشین قسطنطنیه بود تا آن‌که در سال ۱۹۷۱ پارلمان ترکیه قانونی تصویب کرد که مؤسسات آموزش عالی خصوصی را ممنوع ساخت. ساختمان این مدرسه در بالاترین نقطهٔ جزیره، موسوم به تپهٔ امید، و در محل صومعهٔ بیزانسی تثلیث مقدس واقع است. امروزه ساختمان آن توسط صومعه نگهداری می‌شود و برای همایش‌ها به‌کار می‌رود. بازدید از این جزیره از طریق قایق، در حدود یک ساعت از ساحل استانبول زمان می‌برد.
در سال ۱۹۱۲، جمعیت جزایر شامل ۱۰٬۲۵۰ یونانی و ۶۷۰ ترک بود. از دههٔ ۱۹۲۰ و با آغاز جمهوری ترکیه، با ورود ثروتمندان ترک، جزایر تدریجاً چهره‌ای ترک‌زبان یافتند. در همین زمان، باشگاه بریتانیایی قایقرانی در بیوک‌آدا به «آنادولو کلوپی» برای نمایندگان مجلس ترکیه تبدیل شد. این جزایر همچنان یکی از معدود مناطق ترکیه به‌شمار می‌روند که جلوه‌هایی هرچند ناقص از جامعه‌ای چندفرهنگی را حفظ کرده‌اند، همانند آن‌چه در دوران امپراتوری عثمانی در استانبول/قسطنطنیه وجود داشت. تا دههٔ ۱۹۵۰، هر یک از جزایر مسکونی دارای اقلیت‌های قومی پرشماری بودند که امروزه فقط جنبهٔ فرهنگی آن باقی مانده‌است.

## جغرافیا
جزایر شاهزادگان در دریای مرمره و در نزدیکی ساحل جنوب‌شرقی استانبول واقع شده‌اند. فاصلهٔ آن‌ها از خشکی استانبول بین ۱۳ تا است. نزدیک‌ترین جزیره کینالی‌آدا و دورترین تاوشان‌آداسی است. به‌جز یاسی‌آدا، سیوری‌آدا و تاوشان‌آداسی، دیگر جزایر روی یک خط ۱۲-کیلومتر long (۷٫۵-مایل) از شمال‌غرب (کینالی‌آدا) تا جنوب‌شرق (سدف‌آداسی) قرار دارند.
این مجمع‌الجزایر شامل چهار جزیرهٔ بزرگ و پنج جزیرهٔ کوچک‌تر است:
بیوک‌آدا («جزیرهٔ بزرگ») با مساحت ۵٫۴۶ کیلومتر مربع (۲٫۱۱ مایل مربع)
هیبلی‌آدا («جزیرهٔ خورجینی») با مساحت ۲٫۴ کیلومتر مربع (۰٫۹۳ مایل مربع)
بورغازآدا («جزیرهٔ دژ») با مساحت ۱٫۵ کیلومتر مربع (۰٫۵۸ مایل مربع)
کینالی‌آدا («جزیرهٔ حنایی») با مساحت ۱٫۳ کیلومتر مربع (۰٫۵۰ مایل مربع)
و همچنین:
صدف‌آداسی («جزیرهٔ صدف») – ۰٫۱۵۷ کیلومتر مربع (۰٫۰۶۱ مایل مربع)
یاسی‌آدا («جزیرهٔ تخت») – ۰٫۰۵ کیلومتر مربع (۰٫۰۱۹ مایل مربع)
سیوری‌آدا («جزیرهٔ نوک‌تیز») – ۰٫۴ کیلومتر مربع (۰٫۱۵ مایل مربع)
قاشق‌آدا («جزیرهٔ قاشق») – ۰٫۶ کیلومتر مربع (۰٫۲۳ مایل مربع)
تاوشان‌آداسی («جزیرهٔ خرگوش») – ۰٫۴ کیلومتر مربع (۰٫۱۵ مایل مربع)

همهٔ این جزایر دارای تپه‌هایی هستند و بلندترین نقطه، تپهٔ «آیا یورگی» در بیوک‌آدا با ۲۰۳ متر ارتفاع است.

## جزایر

### بیوک‌آدا

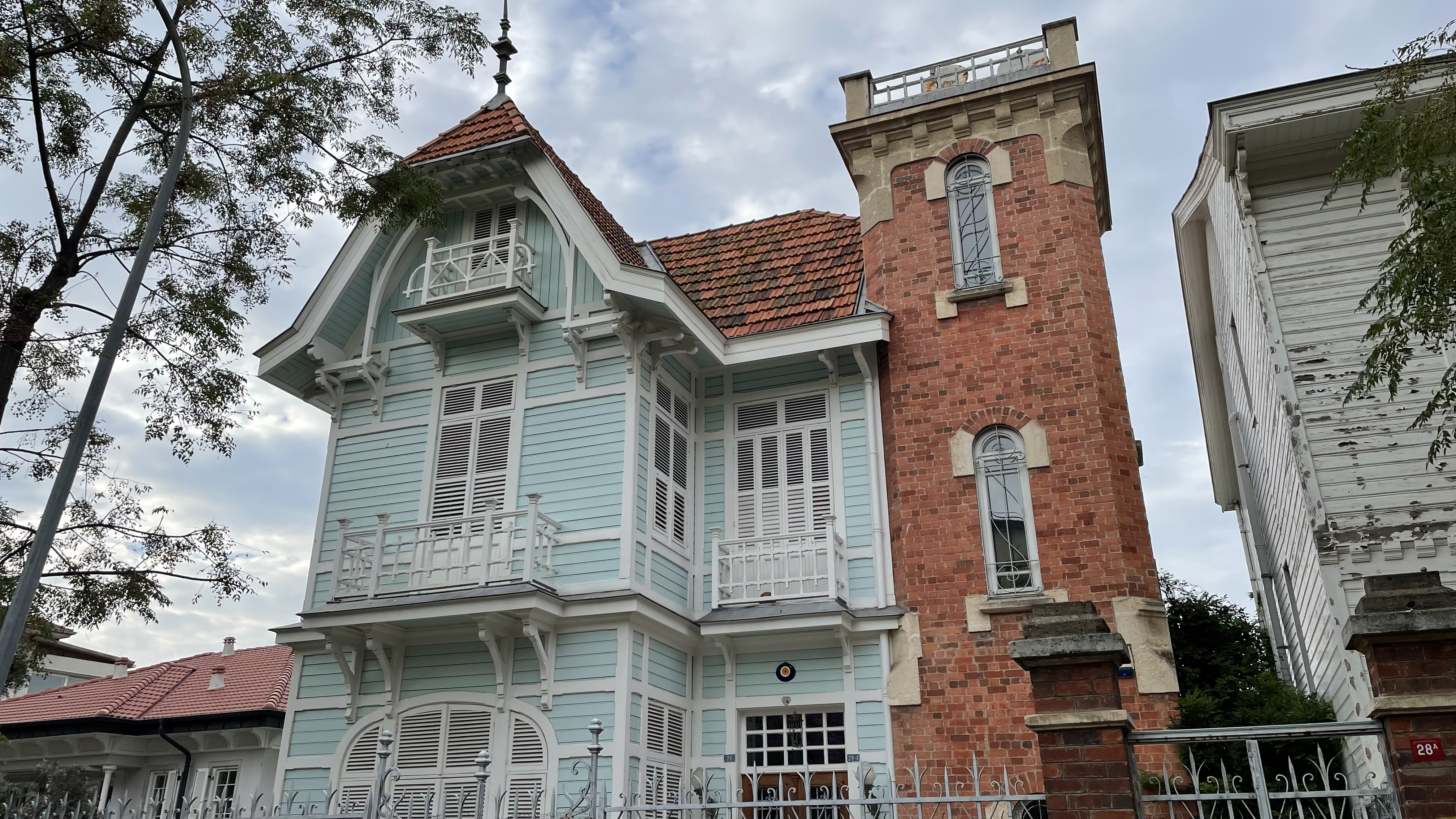
یکی از عمارت‌های دوران عثمانی در خیابان‌های بیوک‌آدا

بیوک‌آدا (به‌معنای «جزیرهٔ بزرگ» در زبان ترکی؛ یونانی: Πρίγκηπος، ت. «پریگیپوس») بزرگ‌ترین جزیره از میان نه جزیرهٔ دریای مرمره نزدیک استانبول است.
مانند دیگر جزایر، تردد خودروهای موتوری – به‌جز خودروهای خدماتی – ممنوع است. بنابراین بازدیدکنندگان جزیره را پیاده، با دوچرخه (که به‌صورت ساعتی کرایه داده می‌شود) یا با خودروهای برقی باتری‌دار (شبیه تاکسی) که تور گردشی دورتادور جزیره هم دارند، می‌گردند. تا سال ۲۰۲۰ کالسکه‌های اسب‌کش وجود داشت، ولی به‌علت بیماری جدی در اسب‌ها، حذف شدند.
یک صومعه در بیوک‌آدا محل تبعید امپراتریس‌های بیزانسی مانند ایرنه، افروسینه، تئوفانو، زویی و آنا دالاسنا بود. لئون تروتسکی نیز پس از تبعید از اتحاد شوروی در فوریه ۱۹۲۹، چهار سال نخست تبعید خود را در بیوک‌آدا گذراند. شاهزاده فخرالنسا زید نیز در این جزیره زاده شد.
از بناهای تاریخی جزیره می‌توان به کلیسا و صومعهٔ آیا یورگی (از سدهٔ ششم)، کلیسای آیوس دیمیتریوس و مسجد حمیدیه ساخته‌شده به‌دستور عبدالحمید دوم اشاره کرد. جزیره از دو تپه تشکیل شده‌است. نزدیک‌ترین تپه به اسکله، «خریستوس» است که یتیم‌خانهٔ یونانی سابق، اکنون مرکز زیست‌محیطی پرینکیپو در آن واقع شده‌است. در دره میان این دو تپه، کلیسا و صومعهٔ آیوس نیکولاوس و یک زمین بازی سابق به‌نام «لونا پارک» قرار دارد. گردشگران می‌توانند با وسایل نقلیهٔ برقی، «تور کوچک» جزیره را انجام دهند و سپس به‌سادگی به آیا یورگی، کلیسایی کوچک با یک کافه در محوطه‌اش که نوشیدنی، چیپس و ساندویچ سوسیس ارائه می‌دهد، برسند؛ این بخشی از تجربهٔ سنتی بازدید از آیا یورگی (به یونانی: Άγιος Γεώργιος) است.

### هیبلی‌آدا

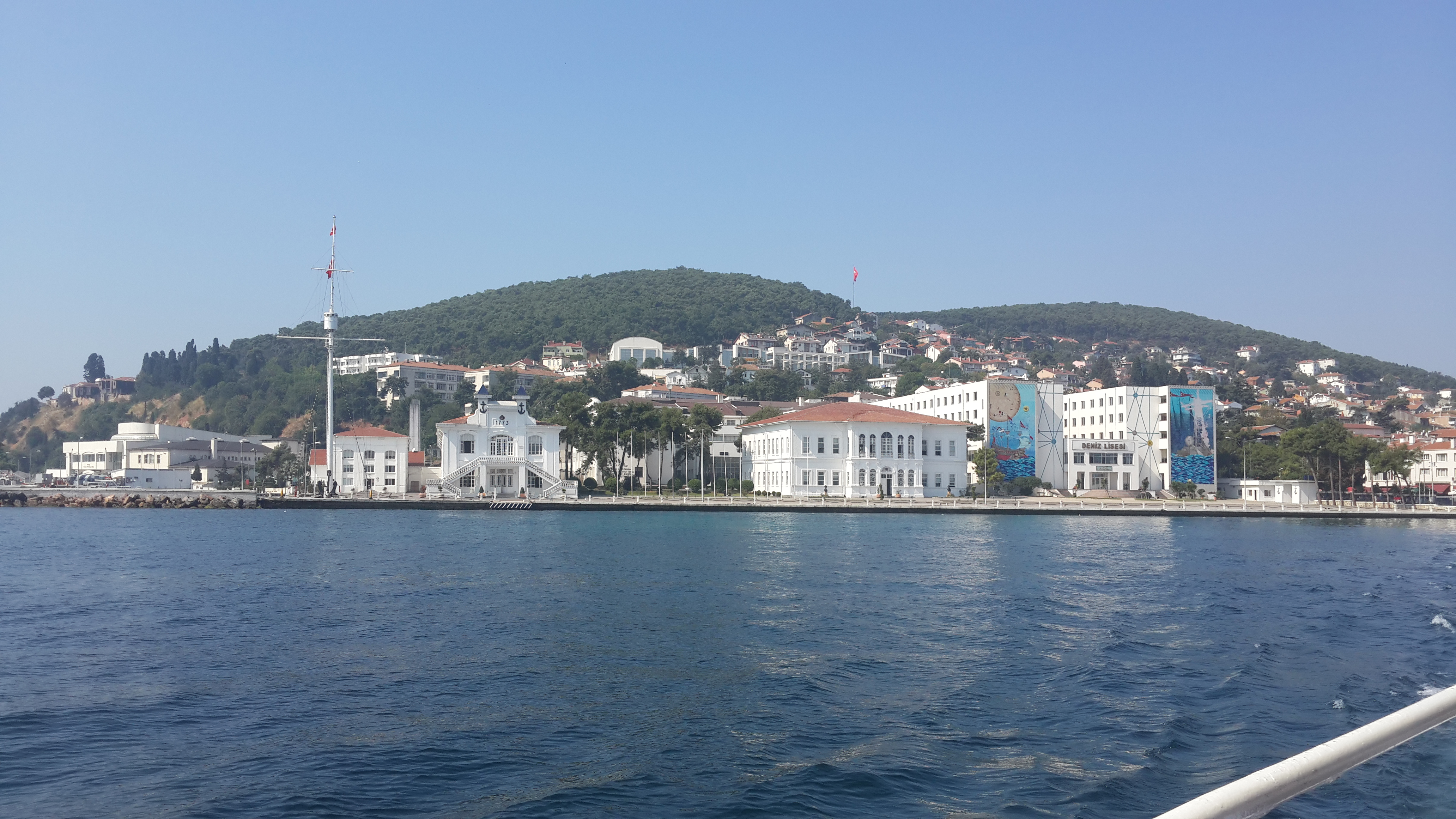
دبیرستان نیروی دریایی ترکیه در هیبلی‌آدا، دومین جزیرهٔ بزرگ از جزایر شاهزادگان

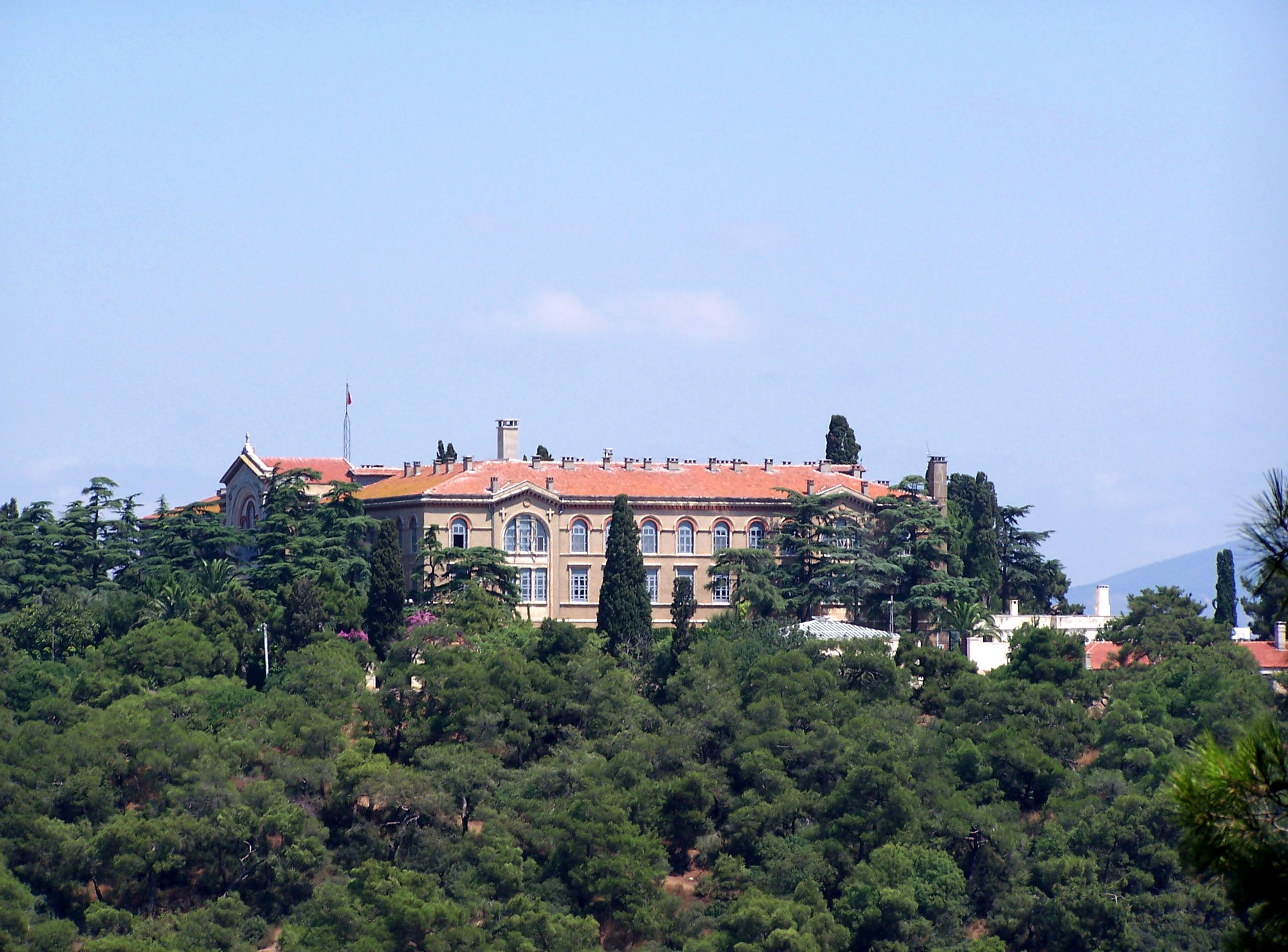
مدرسه علوم دینی هیبلی‌آدا در هیبلی‌آدا

هیبلی‌آدا (به‌معنای «جزیرهٔ خورجینی» در زبان ترکی؛ یونانی: Χάλκη، ت. «خالکی» که به‌صورت هالکی نیز نوشته می‌شود)، دومین جزیرهٔ بزرگ از جزایر شاهزادگان در دریای مرمره است و محله‌ای از بخش آدالار در استانبول به‌شمار می‌رود. هیبلی (قدیمی‌تر: هیقبلی) تلفظ ترکی از واژه عربی حقیبه (به معنی خورجین) به اضافه پسوند ترکی -لی است. شکل این جزیره به صورت دو تپه بلند در دو سو، و دره‌ای در میانه است که این شکل، از قایق به شکل خورجین به نظر می‌آید.
در سمت چپ اسکله، هنگامی که از کشتی پیاده می‌شوید، دبیرستان نیروی دریایی دیده می‌شود. در محوطهٔ این مدرسه، دو اثر معماری شاخص قرار دارند. یکی کلیسای کاماریوتیسا، تنها کلیسای بیزانسی باقی‌مانده در جزیره و آخرین کلیسایی که پیش از فتح قسطنطنیه ساخته شد. دیگری آرامگاه ادوارد بارتون، دومین سفیر الیزابت اول پادشاه انگلستان در قسطنطنیه است که برای دوری از هیاهوی شهر، زندگی در هیبلی‌آدا را برگزید.
در سمت راست اسکله، شهرک کوچکی با کافه‌ها و بارها، یک هتل باز در تمام طول سال، و خانه‌های چوبی زیبا قرار دارد.
در بالای کوه مرکزی جزیره، صومعه‌ای ارتدکس یونانی از سدهٔ یازدهم جای دارد که مدرسه علوم دینی هیبلی‌آدا (تنها مدرسه علوم دینی ارتدکس در ترکیه و متعلق به پاتریارک‌نشین قسطنطنیه) را در خود جای داده‌است. این مدرسه در سال ۱۹۷۱ پس از تصویب قانون ممنوعیت مؤسسات آموزش عالی خصوصی، توسط دولت ترکیه تعطیل شد. این صومعه گردشگرانی از یونان و ترکیه را به خود جذب می‌کند و با وجود وعده‌های دولت ترکیه برای بازگشایی، همچنان بسته مانده‌است.
برای جلوگیری از آلودگی زیست‌محیطی، تنها خودروهای خدماتی مانند آمبولانس، آتش‌نشانی و پلیس در جزیره اجازهٔ تردد دارند. تنها شیوه‌های حمل‌ونقل در جزیره پیاده‌روی، کالسکه اسب‌کش و خودروهای خدماتی است. جزیره فرودگاه ندارد و تنها راه دسترسی به آن از طریق قایق است.
جمعیت زمستانی جزیره حدود ۳٬۰۰۰ نفر است، ولی در تابستان با بازگشت صاحبان ویلاها، جمعیت به ۱۰٬۰۰۰ نفر می‌رسد. جاذبه‌های تابستانی شامل کنسرت‌های فضای باز کوچک با حمایت شهرداری، باشگاه شنای ساحلی و باشگاه تناسب اندام، و راهپیمایی سالانهٔ روز استقلال است که با اجرای گروه موسیقی نیروی دریایی مقیم جزیره همراه است.

### بورغازآدا

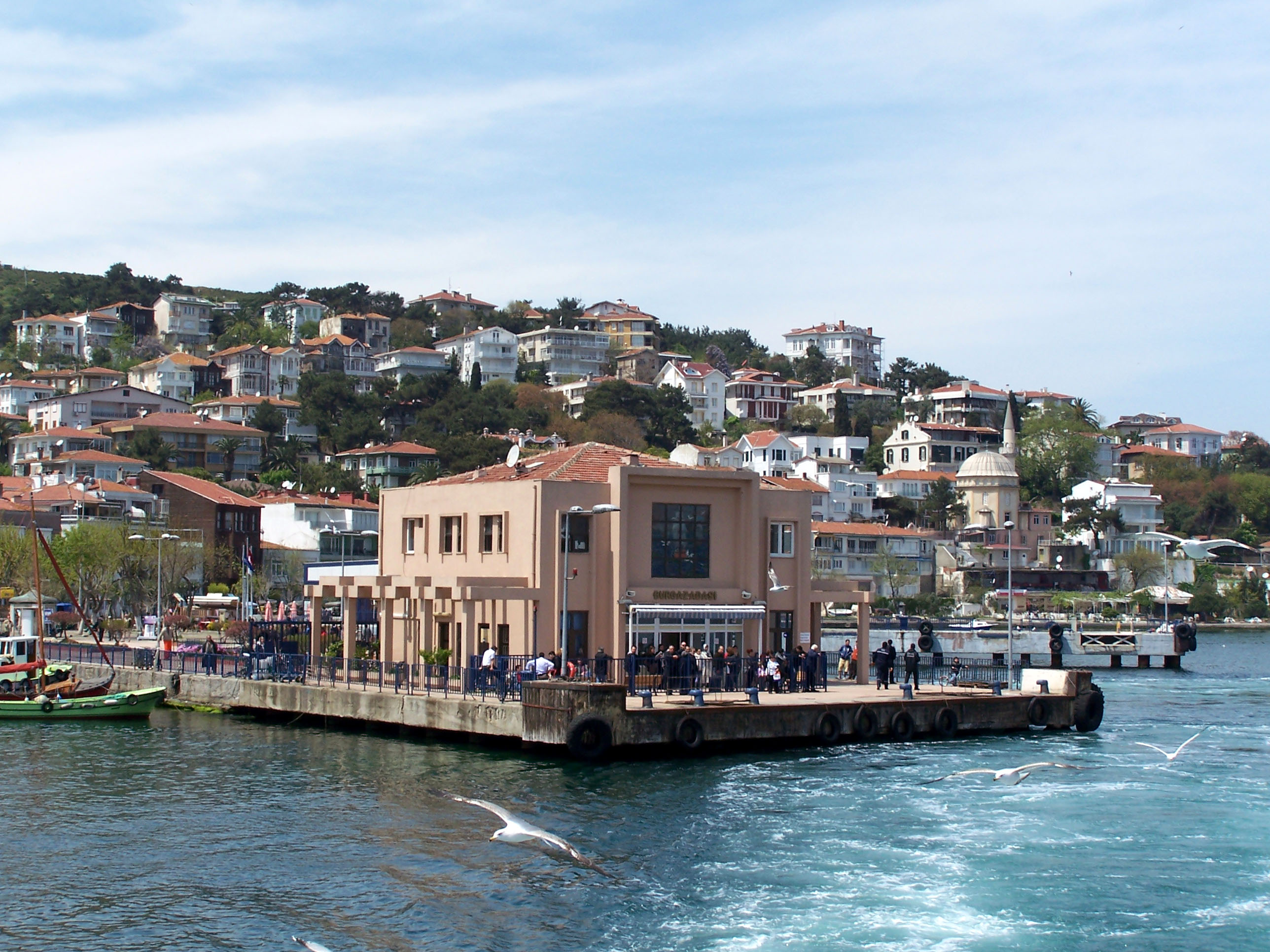
اسکلهٔ کشتی بورغازآدا

بورغازآدا (به‌معنای «جزیرهٔ دژ» در زبان ترکی؛ یونانی: Ἀντιγόνη، ت. «آنتیگونی») سومین جزیرهٔ بزرگ این مجموعه است و از یک تپهٔ منفرد به قطر حدود ۲ کیلومتر تشکیل شده‌است.
دمتریوس یکم مقدونی، از دیادوخوی اسکندر مقدونی، دژی در این جزیره ساخت و آن را به‌نام پدرش آنتیگون یک‌چشم نام‌گذاری کرد. این نام بر جزیره باقی ماند، اما امروزه ترک‌ها معمولاً آن را به‌سادگی «بورغاز» می‌نامند که به‌معنای «دژ» است. در سال ۲۰۰۳ آتش‌سوزی بزرگی ۴ کیلومتر مربع از جنگل‌های جزیره را از بین برد.
بورغازآدا یکی از مکان‌های مورد علاقه و حتی موضوع اصلی آثار نویسنده صایت فائق آباسیانیک است که در این جزیره زندگی می‌کرد. امروزه خانهٔ او به‌صورت موزه نگهداری می‌شود. در رستوران محبوبش در «کالپازان‌کایا» (به‌معنای «صخرهٔ جاعل پول») نیز مجسمهٔ برنزی او قرار دارد که با لیوانی پر از راکی به تماشای منظره نشسته است؛ این لیوان هر روز توسط کارکنان رستوران پر می‌شود.
تا اواسط سدهٔ بیستم، بورغازآدا عمدتاً یهودی‌نشین بود.

### کینالی‌آدا

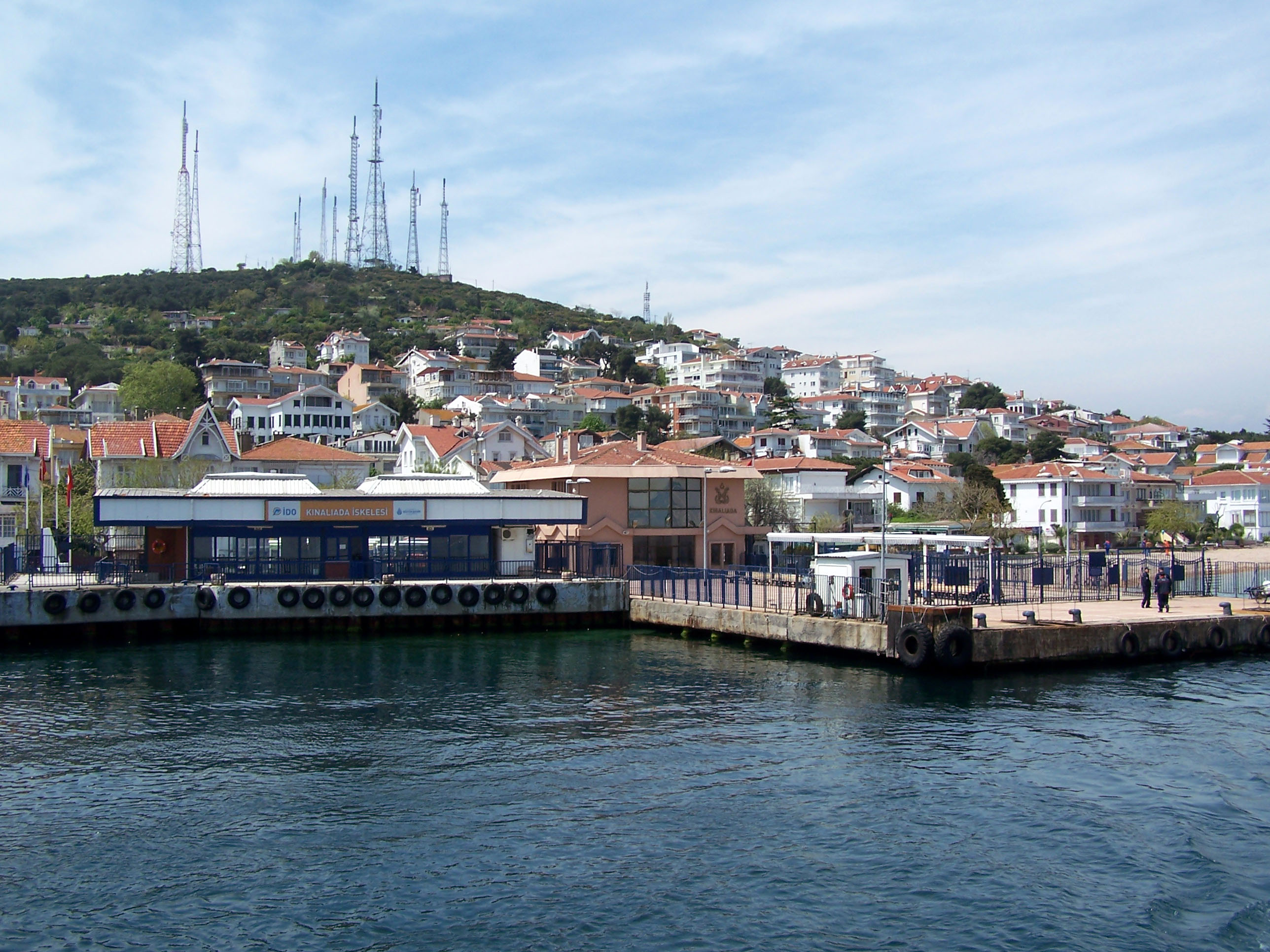
اسکلهٔ کینالی‌آدا

کینالی‌آدا (به‌معنای «جزیرهٔ حنایی» در زبان ترکی، برگرفته از رنگ خاک آن؛ یونانی: Πρώτη، ت. «پروتی» به‌معنای «نخستین») نزدیک‌ترین جزیره به بخش اروپایی و آسیایی استانبول است و حدود ۱۲ کیلومتر (۷ مایل) در جنوب آن قرار دارد. کینا، تلفظ ترکی از همان واژه حنا است.
این جزیره کم‌درخت‌ترین جزیره در مجموعه است و رنگ مایل به قرمز زمین آن به‌دلیل وجود آهن و مس استخراج‌شده از آن است.
در دوران بیزانس، این جزیره بیشتر از دیگر جزایر برای تبعید به‌کار می‌رفت. از جمله افراد تبعیدی، رومانوس یکم لکاپتوس در سال ۹۴۴ میلادی و رومانوس چهارم دیوگنس پس از نبرد ملازگرد در سال ۱۰۷۱ بودند.
جزیره همچنین دارای صومعه‌ای تاریخی در بالای تپه است.
از سدهٔ نوزدهم تا اواسط سدهٔ بیستم، این جزیره عمدتاً ارمنی‌نشین بود و بیشترین تراکم جمعیت ارامنه در استانبول (گرچه بیشتر در تابستان) در آن ثبت شده‌است. در تابستان‌ها، حدود ۹۰٪ جمعیت جزیره ارمنی بودند. این جزیره همچنین اقامتگاه تابستانی جاثلیق‌های ارمنی استانبول بود.
دسترسی به این جزایر از طریق کشتی‌هایی است که از کاباتاش در سمت اروپایی استانبول حرکت می‌کنند. سفر با کشتی تندرو حدود ۲۵ دقیقه و با کشتی معمولی (واپور) حدود ۴۰ دقیقه طول می‌کشد.

### جزیرهٔ صدف

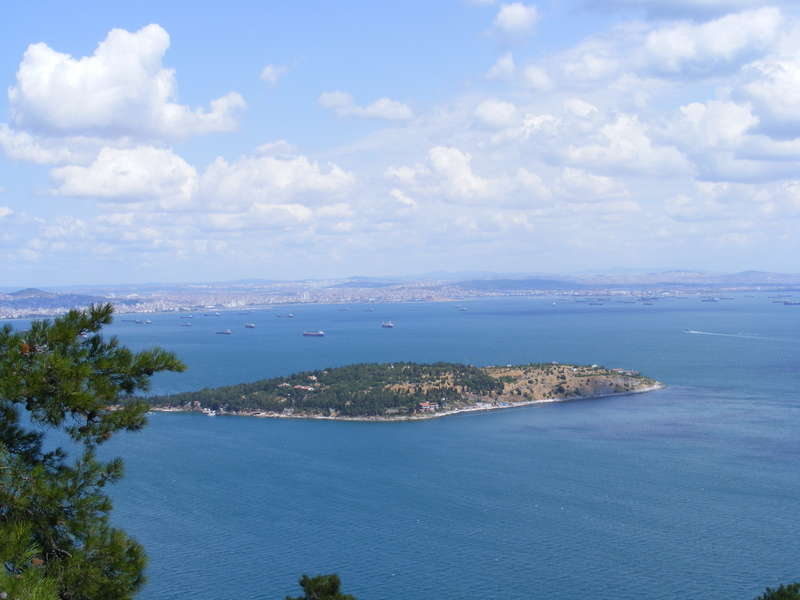
نمایی از جزیرهٔ صدف از بیوک‌آدا

جزیرهٔ صدف (ترکی استانبولی: Sedef Adası، به‌معنای «جزیرهٔ مروارید»؛ یونانی: Τερέβινθος، ت. «تره‌بینتوس» یا شکل تغییر‌یافتهٔ نوین آن آنتی‌روویتوس) یکی از کوچک‌ترین جزایر مجمع‌الجزایر است و ۱۰۸ خانهٔ خصوصی دارد.
بخش عمومی جزیره شامل ساحلی کوچک است. این جزیره عمدتاً ملک خصوصی است و جنگل‌های امروزی‌اش تا حد زیادی به‌دست مالک آن، شهسوار منمنجی‌اوغلو کاشته شده‌است؛ او در سال ۱۹۵۶ جزیره را خرید و با اعمال مقررات سخت‌گیرانهٔ ساخت‌وساز، مانع از تخریب طبیعت آن شد. از جمله این قوانین، ممنوعیت ساخت ساختمان‌های بیش از دو طبقه بود.
نام یونانی جزیره به درخت سقز اشاره دارد، که احتمالاً پیش‌تر به‌وفور در این جزیره می‌روییده‌است. در سال ۸۵۷ میلادی پاتریارک ایگناتیوس قسطنطنیه به این جزیره تبعید شد و ده سال را در آن زندانی بود تا اینکه در ۸۶۷ دوباره به‌عنوان پاتریارک (بطریق) منصوب شد.

### یاسی‌آدا

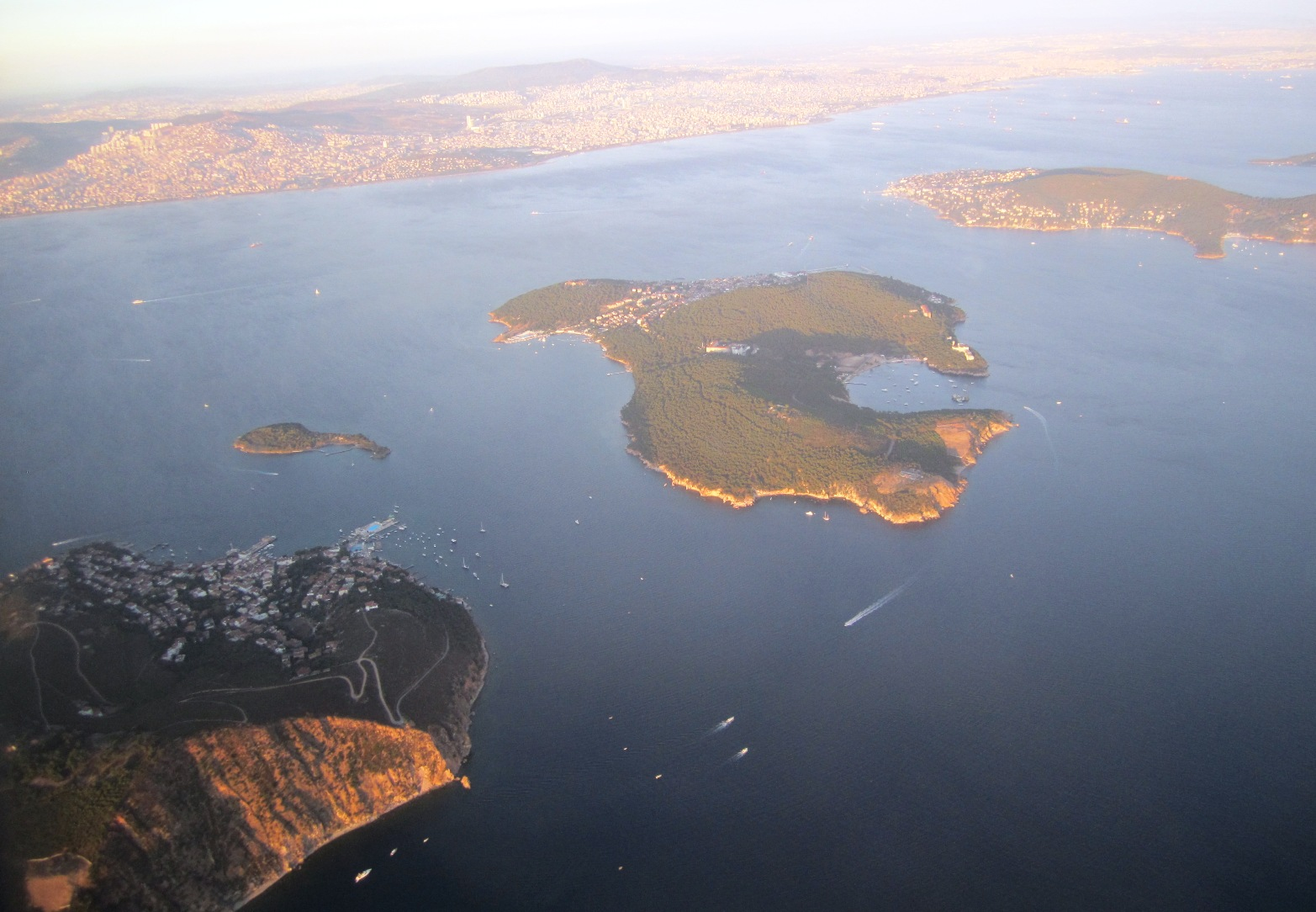
یاسی‌آدا

یاسی‌آدا (به‌معنای «جزیرهٔ تخت»؛ یونانی: Πλάτη، ت. «پلاتی») در دوران بیزانس محل تبعید شخصیت‌های برجسته بود. یکی از آنان نرسس، جاثلیق ارمنیان بود که ابتدا به این جزیره تبعید و سپس به بیوک‌آدا منتقل شد. در سدهٔ یازدهم، بیزانسی‌ها از جزیره برای زندانیان سیاسی استفاده می‌کردند. چهار سلول زیرزمینی از آن دوره هنوز باقی مانده‌است.
بیزانسی‌ها همچنین کلیسا و صومعه‌ای در جزیره ساختند. یاسی‌آدا (پلاتی) در جریان جنگ صلیبی چهارم در ۱۲۰۴ به‌دست صلیبیون لاتین افتاد.
در ۱۸۵۷، هنری بولور، سفیر بریتانیا و برادر ادوارد بولور-لیتون، نویسندهٔ انگلیسی، جزیره را خرید و برای خود قصری و ساختمان‌هایی دیگر ساخت. او تولیدات کشاورزی در جزیره راه انداخت ولی بعدها جزیره را به اسماعیل پاشا خدیوی مصر فروخت که هیچ‌گونه بنای جدیدی در آن احداث نکرد و جزیره را رها کرد.
پس از تأسیس جمهوری ترکیه در ۱۹۲۳، جزیره به مالکیت دولت درآمد. در ۱۹۴۷، نیروی دریایی ترکیه جزیره را تحویل گرفت و ساختمان‌های آموزشی در آن ساخت. بین سال‌های ۱۹۶۰ تا ۱۹۶۱، این ساختمان‌ها محل دادگاه اعضای حزب دموکرات ترکیه پس از کودتای ۱۹۶۰ بود. چند تن از متهمان، از جمله عدنان مندرس نخست‌وزیر پیشین، به اعدام محکوم و در جزیره امرالی به دار آویخته شدند.
پس از پایان دادگاه‌ها، جزیره به نیروی دریایی بازگردانده شد و تا سال ۱۹۷۸ کلاس‌ها ادامه یافت. در ۱۹۹۳، مالکیت جزیره به دانشگاه استانبول و بخش علوم دریایی رسید. ولی بادهای شدید، آموزش را دشوار کرد و کلاس‌ها به محل دیگری منتقل شد.
امروزه جزیره مکان محبوبی برای مدارس غواصی اسکوبا مانند Balıkadam Türkiye و غواصان آماتور است.

### سیوری‌آدا

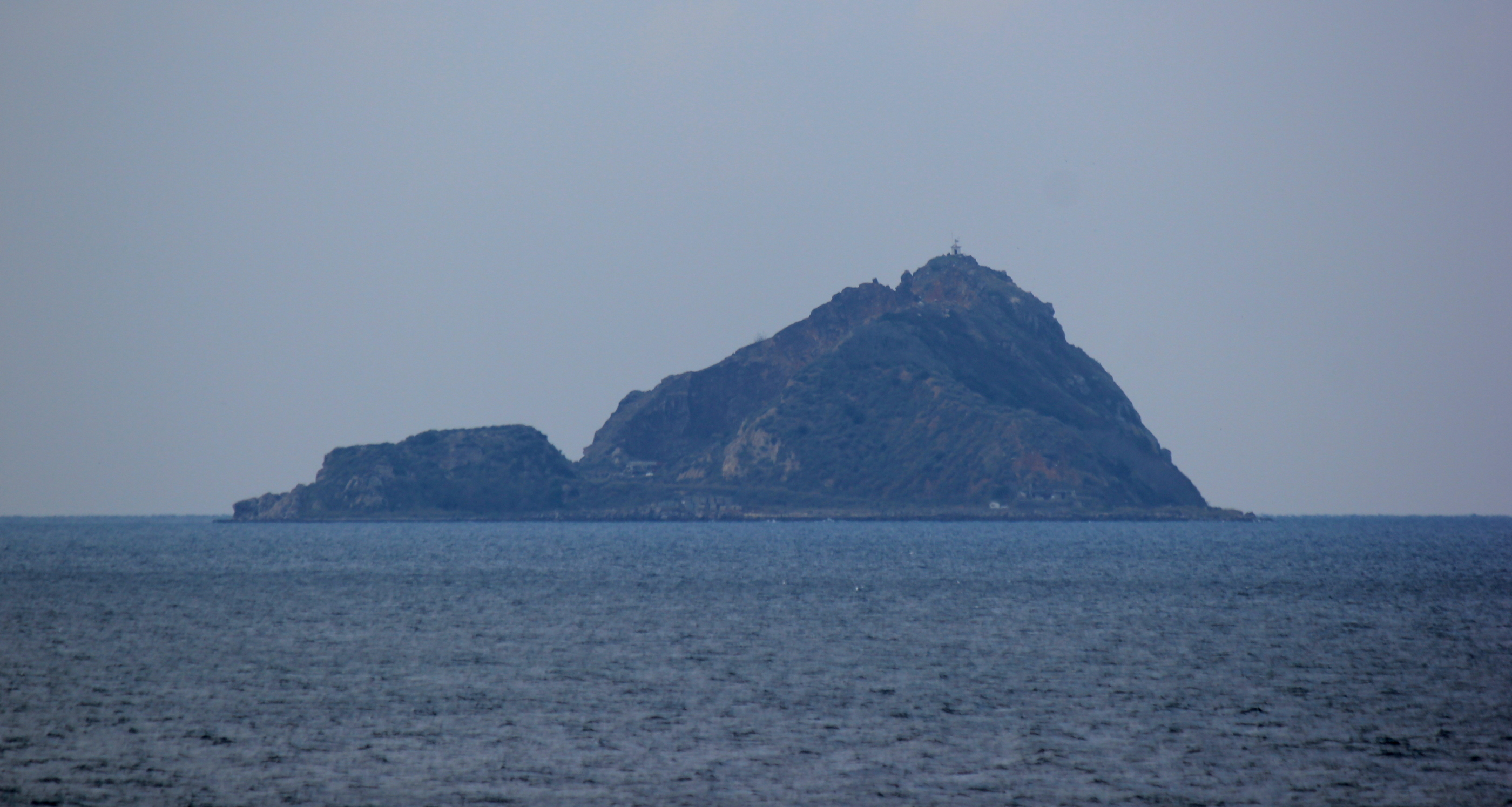
سیوری‌آدا

سیوری‌آدا (به‌معنای «جزیرهٔ نوک‌تیز»؛ یونانی: Ὀξεία، ت. «اوکسی‌آ») امروزه جزیره‌ای متروکه است. در دوران بیزانس، روحانیان برای عبادت در سکوت و امپراتوران برای زندانی کردن افراد مزاحم، از این جزیره بهره می‌بردند. نخستین شخص مشهوری که به فرمان نیکیفوروس یکم در این‌جا زندانی شد، افلاطون سقودیون، دایی تئودور استادیت بود.
دیگر چهره‌هایی که به دلایل مذهبی یا سیاسی در این‌جا ساکن بوده‌اند، شامل گبون، واسیل اسکلروس، نیکیفوریتزس (صدر اعظم میکائیل هفتم دوکاس)، پاتریارک یوحنای قسطنطنیه و پاتریارک میخائیل دوم می‌شوند.
آرامگاه‌های مربوط به متوفیان دوران بیزانس هنوز دیده می‌شوند. همچنین بقایای سکونتگاه رومی و صومعه‌ای بیزانسی از سدهٔ نهم میلادی نزدیک پناهگاه ماهی‌گیران و اسکله‌ای کوچک باقی مانده‌است. مهم‌ترین بناهای جزیره، کلیسا، نمازخانه‌ای ویژهٔ شهیدان مذهبی، صومعه‌ای در شرق (که دیوارهای آن هنوز پابرجاست) و آب‌انباری در مرکز جزیره هستند که بخشی از آن هنوز قابل مشاهده است.

### جزیرهٔ قاشق

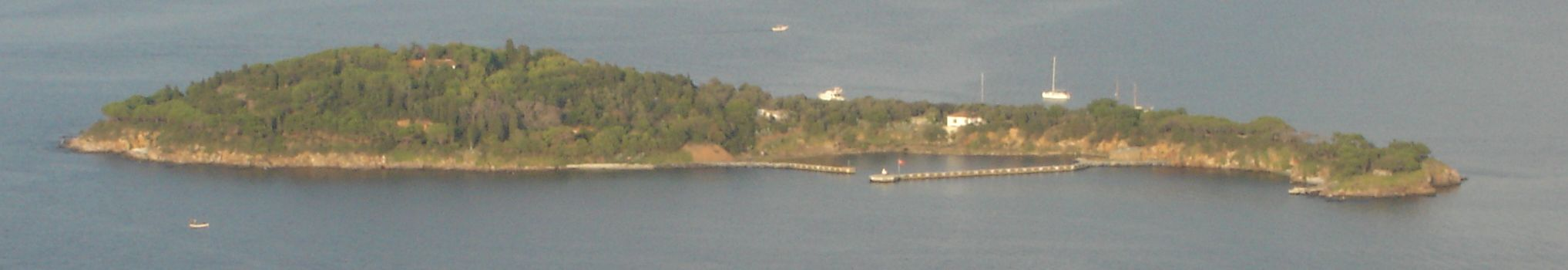
جزیرهٔ قاشق در نمایی از بورغازآدا

جزیرهٔ قاشق (ترکی استانبولی: Kaşık Adası، به‌معنای «جزیرهٔ قاشق»؛ یونانی: Πίτα، ت. «پیتا») میان بورغازآدا و هیبلی‌آدا قرار دارد. این جزیره به‌طور رسمی زیر نظر محلهٔ بورغازآدا در بخش آدالار اداره می‌شود. قاشق‌آدا دومین جزیرهٔ کوچک در این مجمع‌الجزایر است و مساحت آن تنها ۰٫۰۰۶ کیلومتر مربع (۰٫۰۰۲۳ مایل مربع) است.

### جزیرهٔ تاوشان

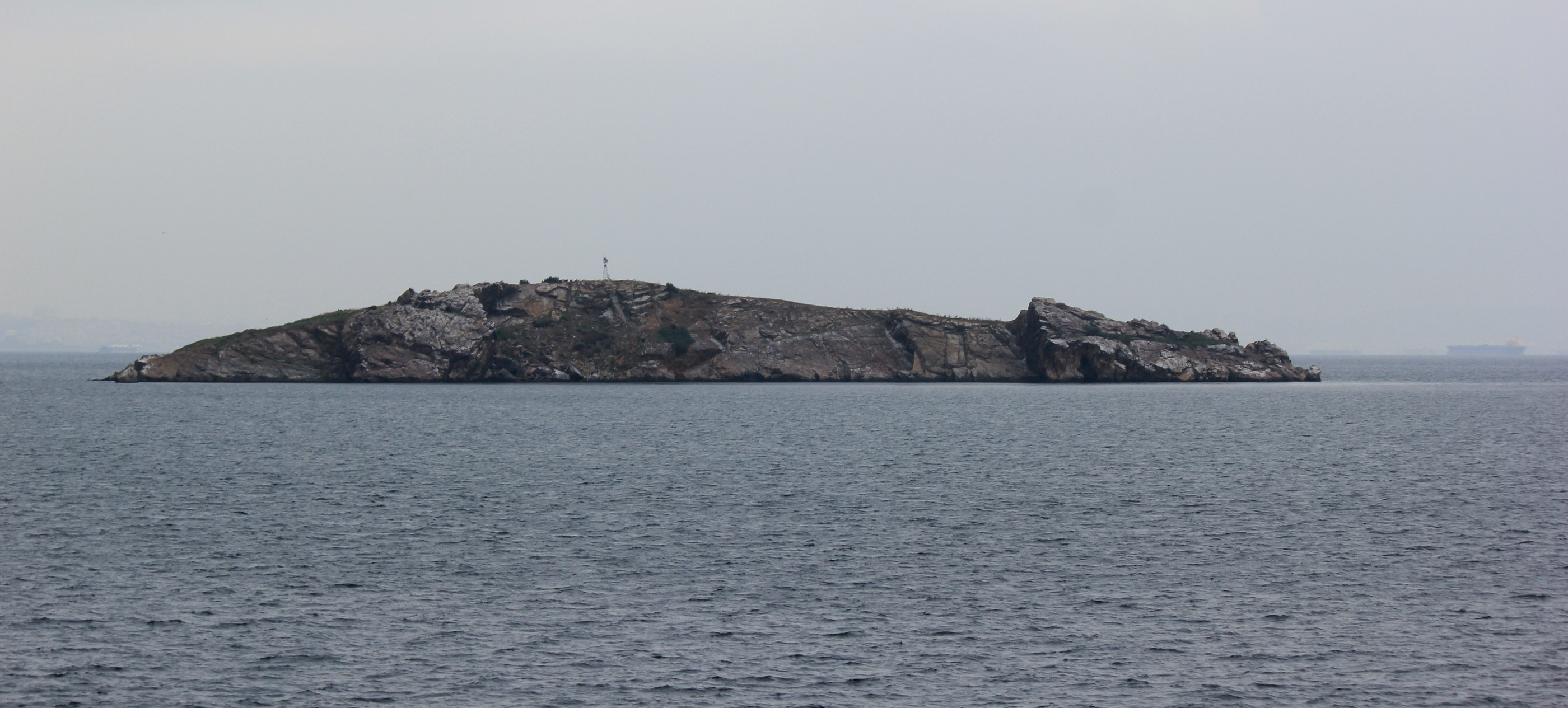
جزیرهٔ تاوشان

جزیرهٔ تاوشان (به‌معنای «جزیرهٔ خرگوش»؛ یونانی: Νέανδρος، ت. «نئاندروس»، نام یکی از شخصیت‌های اسطوره‌ای) کوچک‌ترین جزیره از جزایر شاهزادگان است و مساحت آن ۰٫۰۰۴ کیلومتر مربع (۰٫۰۰۱۵ مایل مربع) است.

### جزایر ناپدیدشده
جزایر وردونوس، که ۷۰۰ متر از خشکی استانبول فاصله داشتند، احتمالاً در جریان زلزلهٔ ۱۰۱۰ تقریباً به‌طور کامل به زیر آب رفتند، گرچه برخی با استناد به نقاشی‌ای از سال ۱۷۷۰ در The Gentleman's Magazine این موضوع را زیر سؤال برده‌اند. دو صخره در نزدیکی دراگوس و کوچوک‌یالی به‌عنوان بقایای جزایر غرق‌شدهٔ وردونوسی شناسایی شده‌اند. امروزه در این صخره‌ها دو فانوس دریایی قرار دارد تا کشتی‌ها را از آب‌های کم‌عمق هشدار دهند.

## نگارخانه

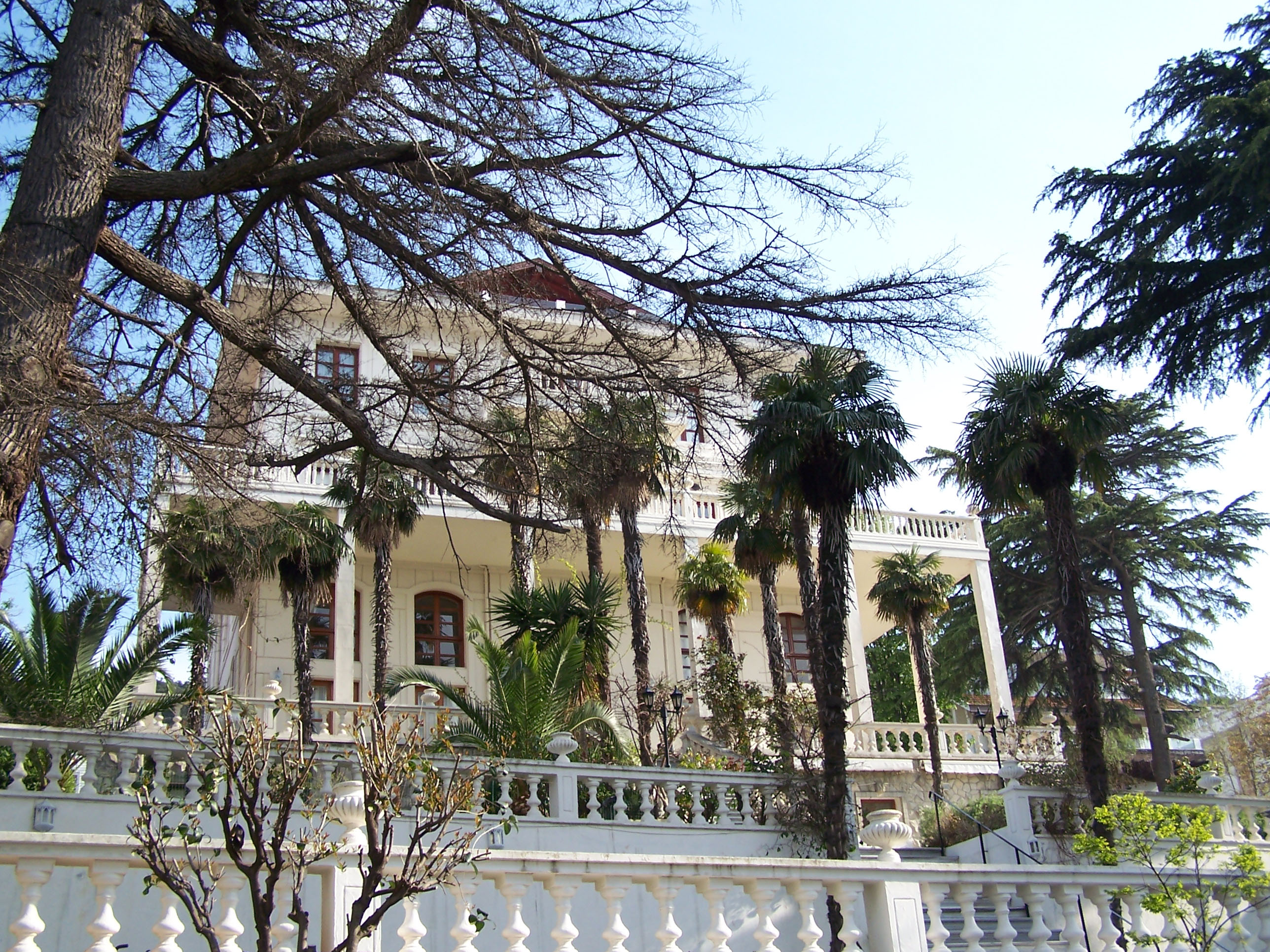
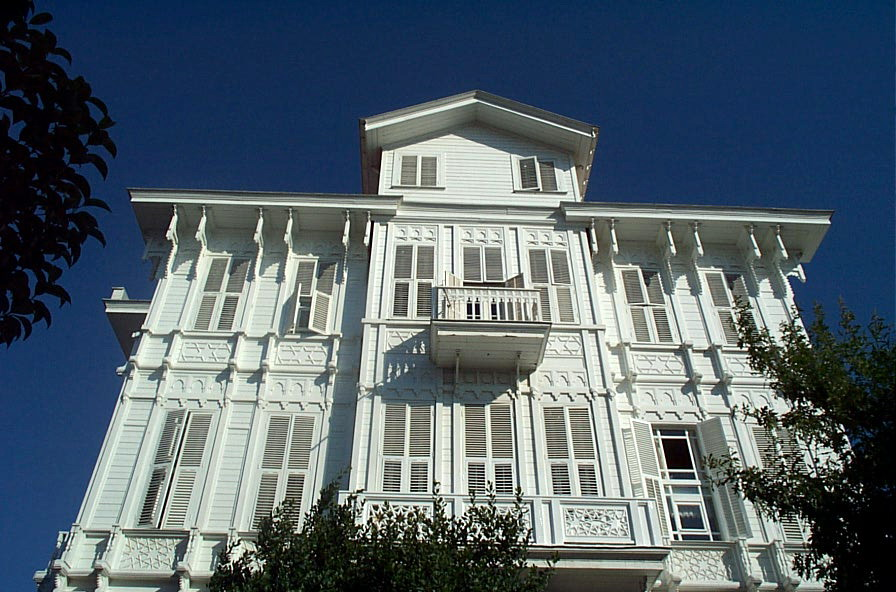
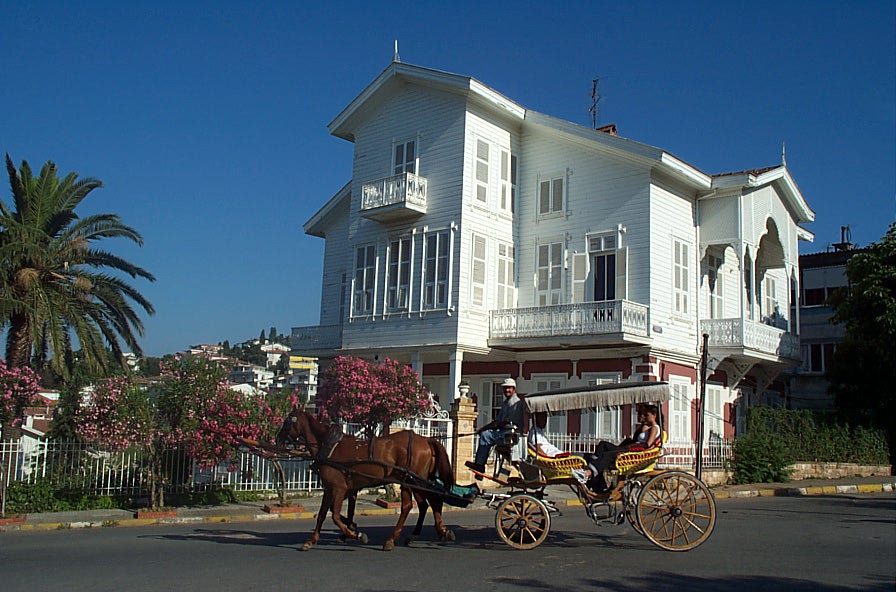
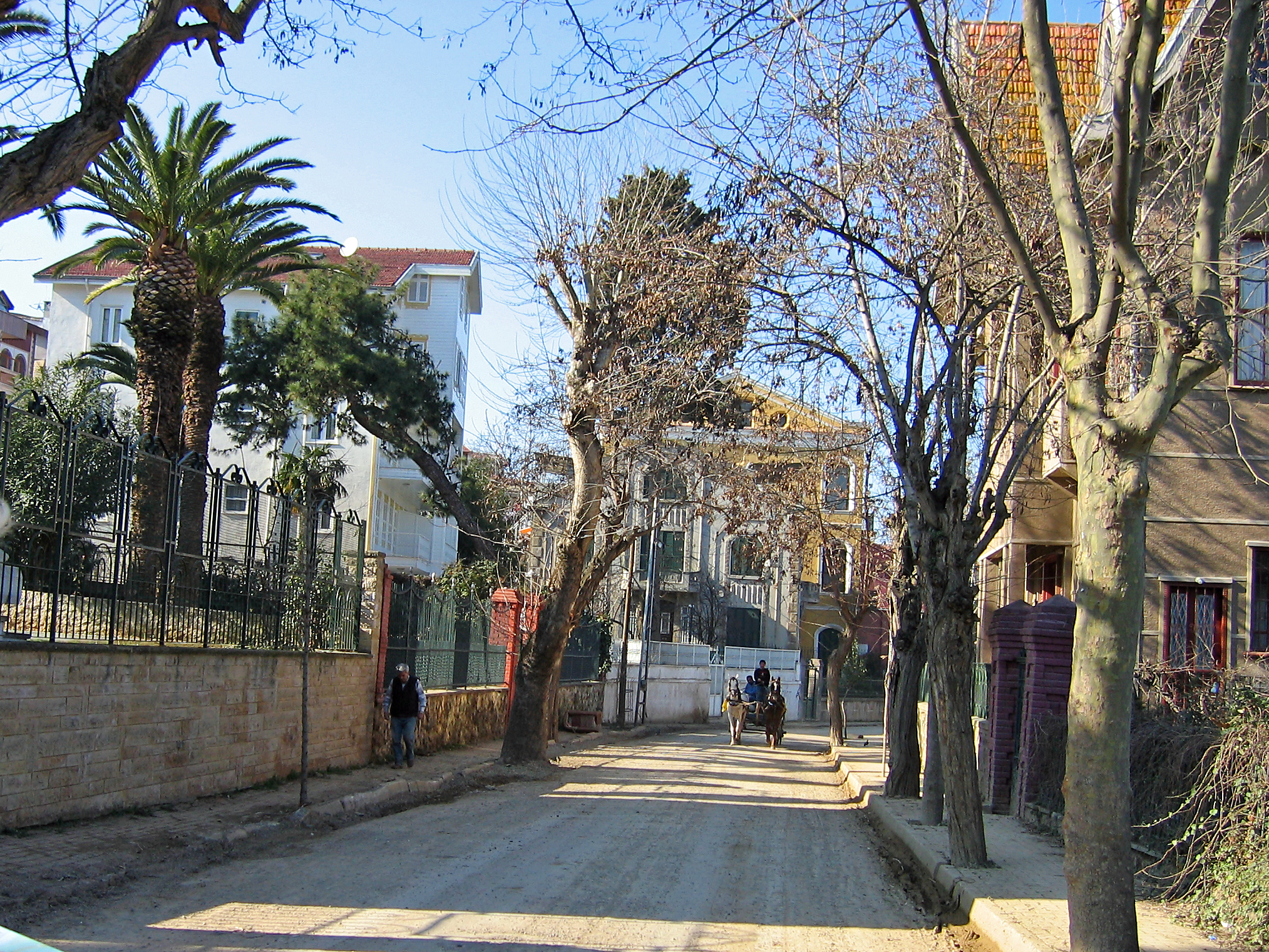
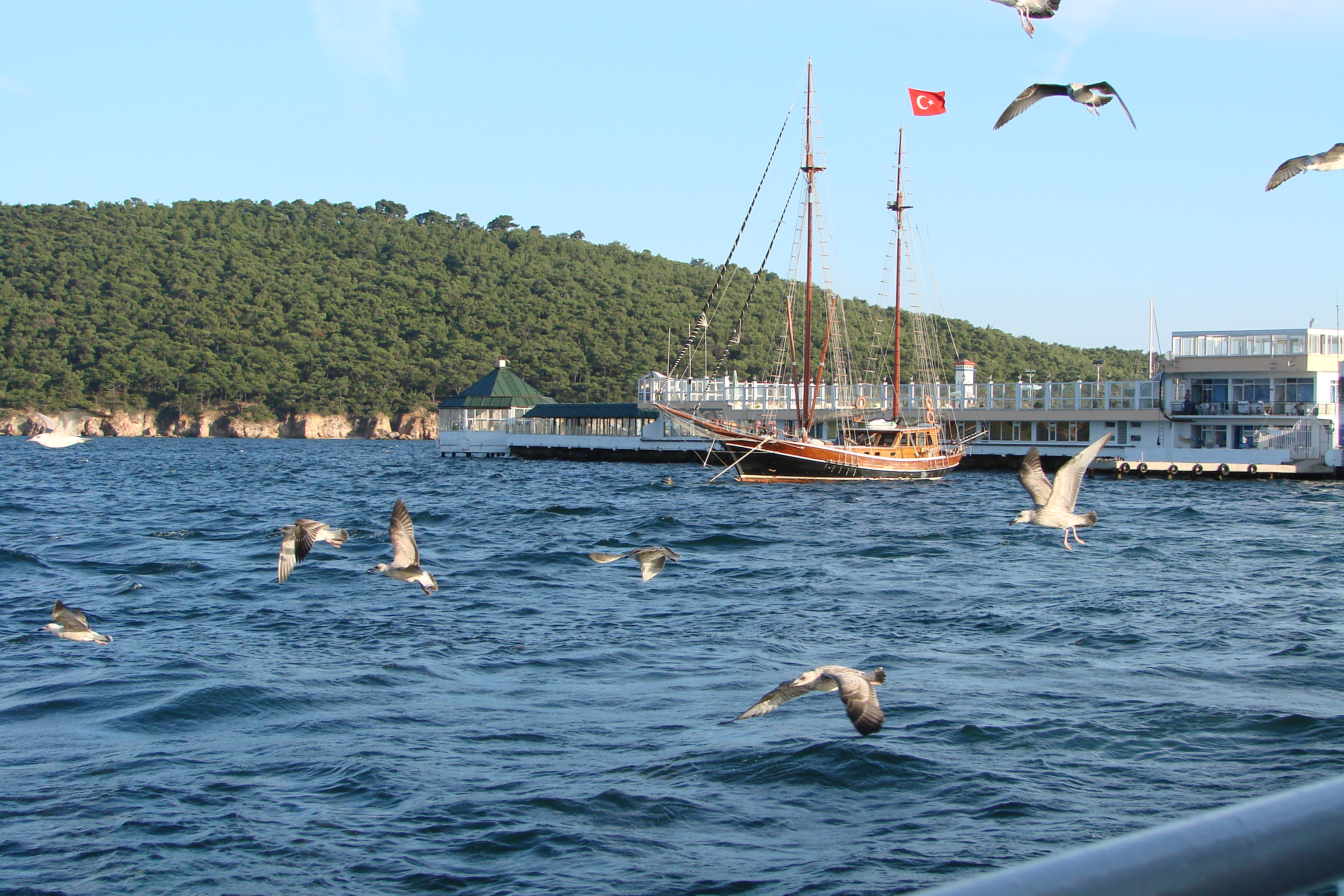
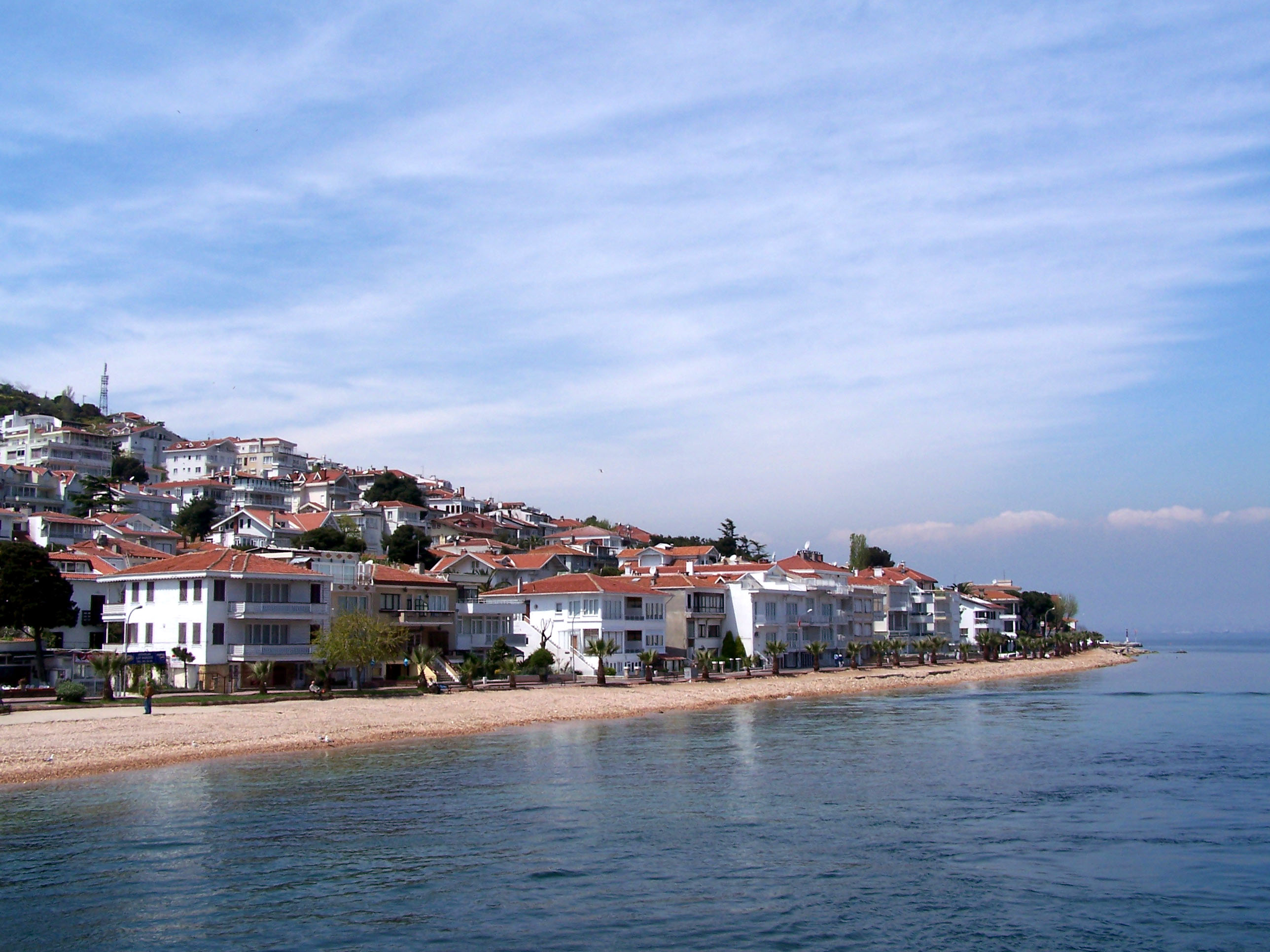
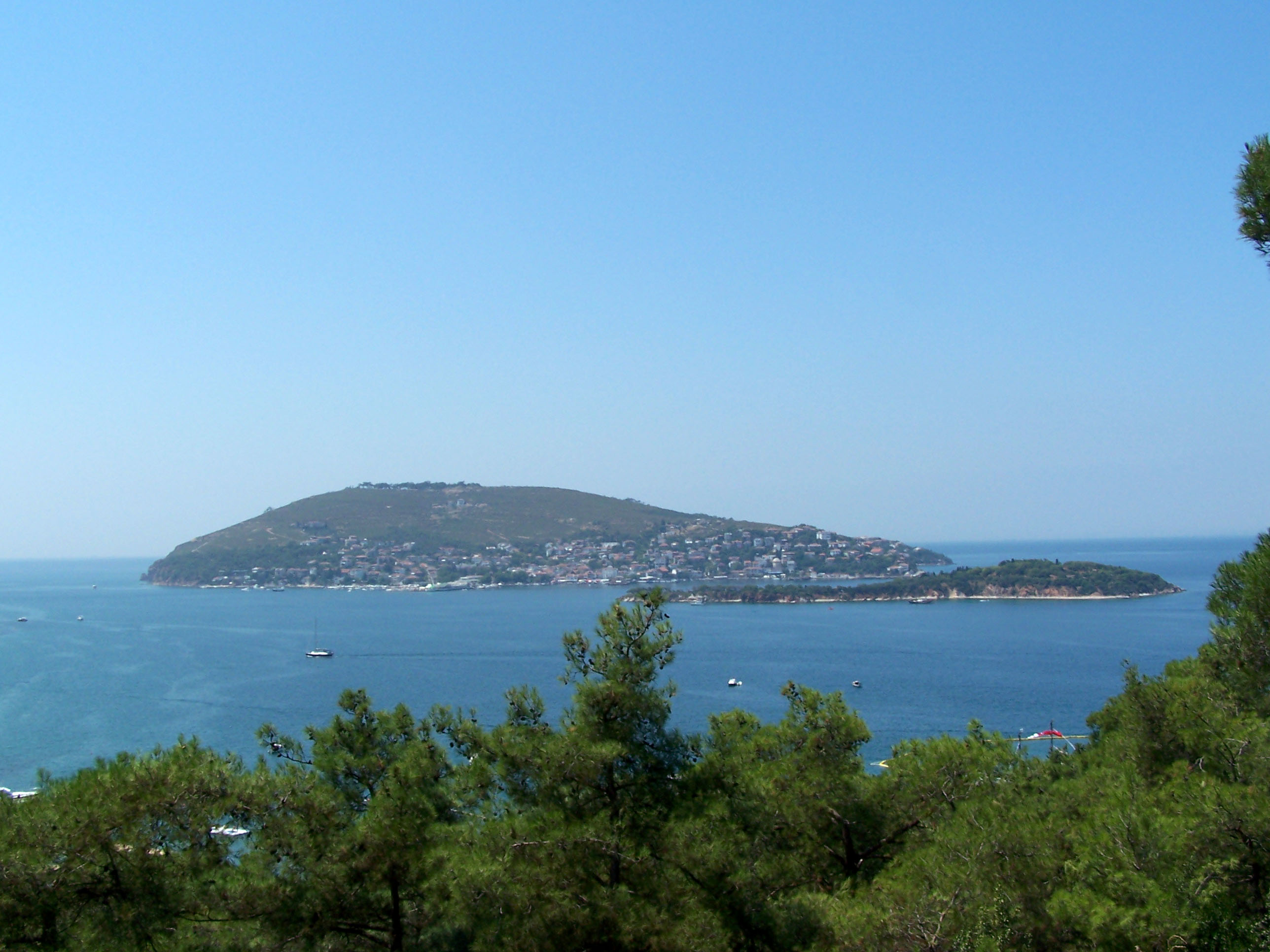
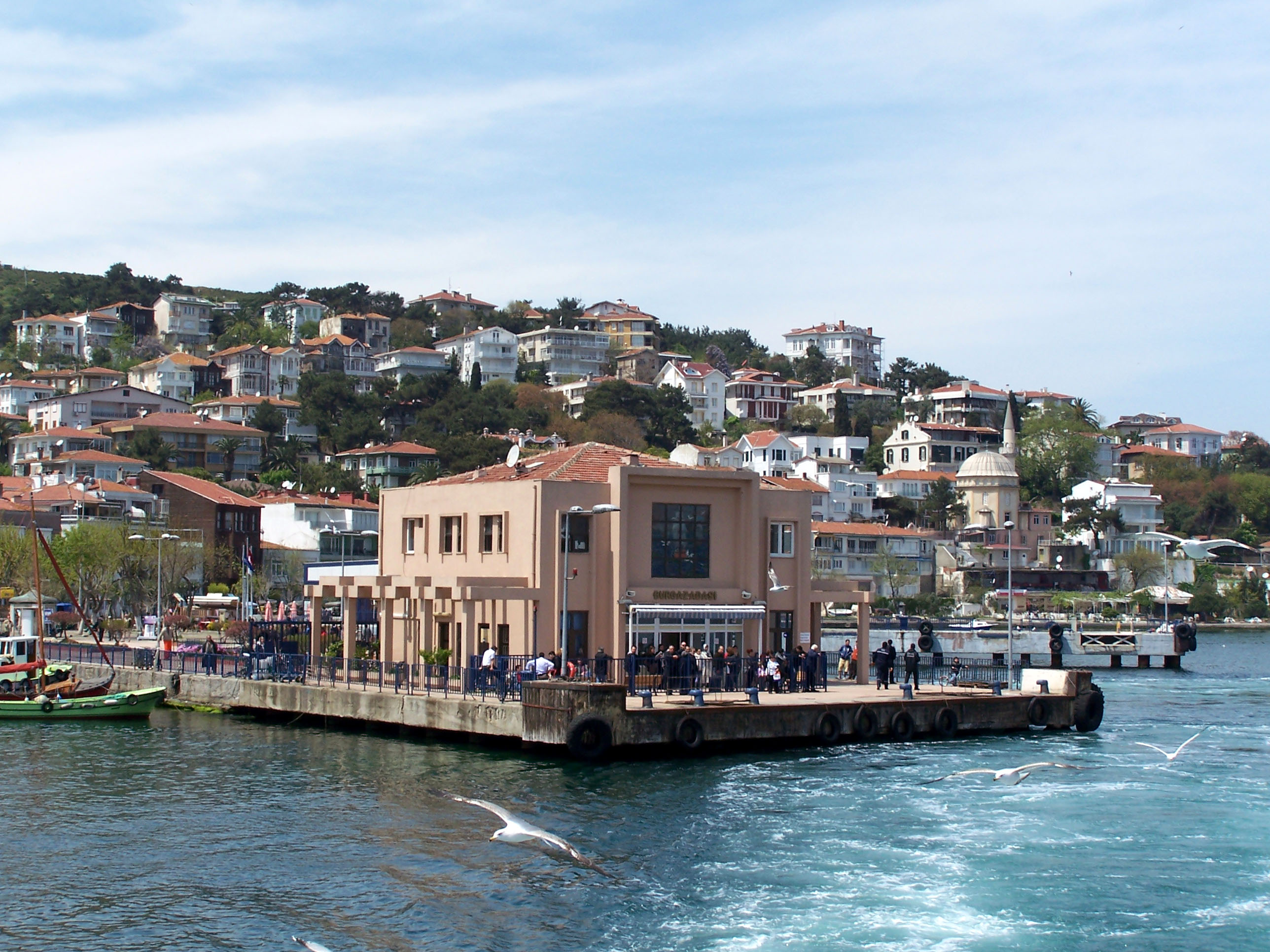